# Ramesh Sippy
Ramesh Sippy, pseudonimo di Ramesh Sipahimalani (in sindhi رامیش سپاھيملاڻي‎, Rāmesh Sipāhīmālāṇī; Karachi, 23 gennaio 1947), è un regista indiano.
È il figlio del produttore G. P. Sippy e padre del regista Rohan Sippy.
A Bollywood ha diretto e prodotto numerose pellicole, ma è ricordato essenzialmente per una: Śole, classico della cinematografia indiana del 1975.

## Filmografia

### Regista
- Andāz (1971)
- Sītā aur Gītā (1972)
- Śole (1975)
- Śān (1980)
- Śakti (1982)
- Sāgar (1985)
- Buniyād – serial TV, 105 puntate (1987)
- Bhraṣṭācār (1989)
- Akelā (1991)
- Zamānā dīvānā (1995)

### Produttore (parziale)
- Kuch nā kaho, regia di Rohan Sippy (2003)
- Bluffmaster, regia di Rohan Sippy (2005)